# Cultura de Sintashta

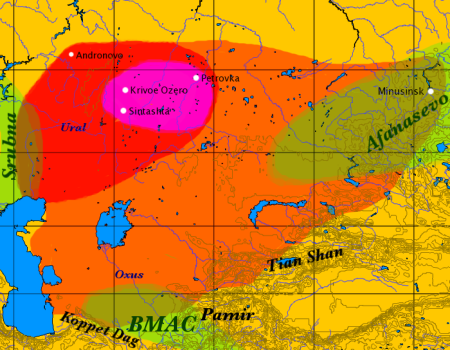
A cultura de Sintashta é mostrada em vermelho neste mapa, com a localização dos primeiros achados das carruagens com rodas de raios indicados em magenta. A extensão máxima da cultura de Andronovo está em laranja. Culturas adjacentes e sobrepostas (cultura Afanasevo, cultura Srubna, BMAC) são mostradas em verde oliva.

A cultura de Sintashta, também conhecida como cultura de Sintashta-Petrovka ou cultura de Sintashta-Arkaim, é uma cultura arqueológica da Idade do Bronze da estepe do norte da Eurásia, nas fronteiras da Europa Oriental e Ásia Central do período de 2 100 a 1 800 a.C. A cultura deve o seu nome ao sítio arqueológico de Sintashta, no Oblast de Chelyabinsk, Rússia.
Pensa-se que a cultura de Sintashta represente uma migração de pessoas a leste da cultura da cerâmica cordada. É amplamente considerado como a origem das línguas indo-arianas. As primeiras carruagens conhecidas foram encontradas nos enterros de Sintashta, e a cultura é considerada uma forte candidata à origem desta tecnologia, que se espalhou pelo Velho Mundo e teve um papel importante na guerra antiga. Os assentamentos de Sintashta também são notáveis pela intensidade da mineração de cobre e metalurgia do bronze conduzida lá, o que é incomum para uma cultura de estepes.

## Origem
A cultura de Sintashta emergiu da interação de duas culturas antecedentes, a cultura Poltavka e a cultura Abashevo. Devido à dificuldade de identificar os restos dos locais de Sintashta sob os de assentamentos posteriores, a cultura foi apenas recentemente distinguida da cultura de Andronovo. Agora é reconhecido como uma entidade separada que faz parte do "horizonte de Andronovo". Os resultados de um estudo genético publicado na Nature em 2015 sugeriram que a cultura de Sintashta emergiu como resultado de uma migração para o leste de povos da cultura da cerâmica cordada.
Os primeiros assentamentos de Sintashta apareceram por volta de 2 100 a.C., durante um período de mudanças climáticas que viram a região árida das estepes do Cazaquistão se tornar ainda mais fria e seca. As planícies pantanosas ao redor dos rios Ural e Tobol, anteriormente favorecidas como refúgios de inverno, tornaram-se cada vez mais importantes para a sobrevivência. Sob essas pressões, os pastores Poltavka e Abashevo se estabeleceram permanentemente nas fortalezas do vale do rio, evitando locais mais defensáveis no topo da colina.
Seu antecessor imediato nas estepes de Ural-Tobol foi a cultura Poltavka, uma ramificação do horizonte de Yamnaya, pastoril de gado, que se mudou para leste na região entre 2 800 e 2 600 a.C. Várias cidades de Sintashta foram construídas sobre assentamentos mais antigos de Poltavka ou perto de cemitérios de Poltavka, e os motivos de Poltavka são comuns na cerâmica de Sintashta.
A cultura material de Sintashta também mostra a influência da cultura Abashevo tardia, derivada da cultura de Fatyanovo-Balanovo, uma coleção de assentamentos da cultura da cerâmica cordada na zona estepe da floresta ao norte da região de Sintashta, que também eram predominantemente pastores.

## Sociedade

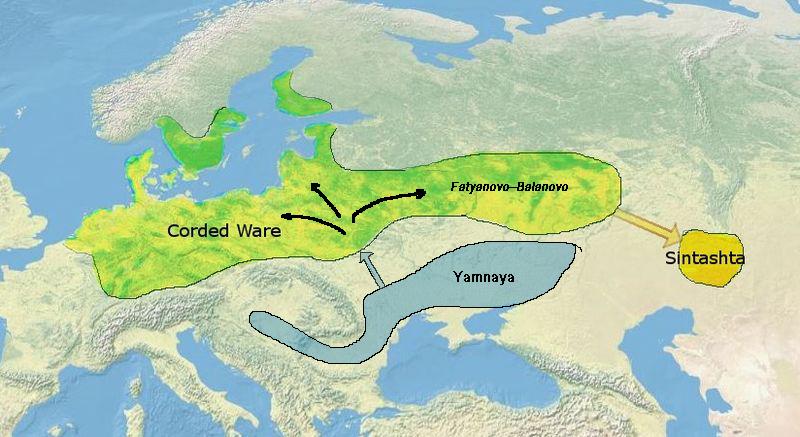
Segundo Allentoft (2015), a cultura de Sintashta provavelmente derivou, pelo menos parcialmente, da cultura da cerâmica cordada.

### Identidade linguística
Pensa-se que as pessoas da cultura de Sintashta tenham falado protoindo-iraniano, o ancestral da família de línguas indo-iranianas. Essa identificação é baseada principalmente nas semelhanças entre as seções do Rigveda, um texto religioso indiano que inclui antigos hinos indo-iranianos registrados em sânscrito védico, com os rituais funerários da cultura de Sintashta, conforme revelado pela arqueologia. Muitas semelhanças culturais com Sintashta também foram detectadas na Idade do Bronze Nórdica da Escandinávia.
Há evidências linguísticas de interação entre as línguas fino-úgricas e indo-iranianas, mostrando influências dos indo-iranianos na cultura fino-úgrica.
Da cultura de Sintashta, os indo-iranianos acompanharam as migrações dos indo-iranianos para a Anatólia, Índia e Irã. A partir do século IX a.C., as línguas iranianas também migraram para o oeste com os citas de volta à estepe pôntica, de onde vieram os proto-indo-europeus.

### Guerras
A cultura Abashevo anterior já era marcada por guerra intertribal endêmica; intensificada pelo estresse ecológico e pela competição por recursos no período Sintashta, isso levou à construção de fortificações em uma escala sem precedentes e a inovações na técnica militar, como a invenção da carruagem de guerra. O aumento da concorrência entre grupos tribais também pode explicar os sacrifícios extravagantes vistos nos enterros de Sintashta, já que os rivais tentavam se superar em atos de consumo conspícuo, análogos à tradição norte-americana do potlatch.
Tipos de artefatos Sintashta, como pontas de lança, pontas de flechas trilobadas, formões e grandes eixos de furos de eixo foram levados para o leste.  Muitas sepulturas de Sintashta são equipadas com armas, embora o arco composto associado posteriormente à carruagem não apareça. Os locais de Sintashta produziram achados de chifre e osso, interpretados como móveis (alças, apoios de flechas, pontas de arco, presilhas) de arcos; não há indicação de que as partes dobradas desses arcos incluam algo além de madeira. Também são encontradas pontas de flecha, feitas de pedra ou osso, e não de metal. Essas flechas são curtas, de 50 a 70 cm de comprimento, e os próprios arcos podem ter sido correspondentemente curtos.

### Produção de metais
A economia de Sintashta passou a girar em torno da metalurgia do cobre. Minérios de cobre de minas próximas (como Vorovskaya Yama) foram levados para os assentamentos de Sintashta para serem processados em cobre e bronze arsênico. Isso ocorreu em escala industrial: todos os edifícios escavados nos locais de Sintashta em Sintashta, Arkaim e Ust'e continham os restos de fornos e escórias de fundição.
Grande parte do metal de Sintashta foi destinada à exportação para as cidades do complexo arqueológico da Báctria-Margiana (BMAC) na Ásia Central. O comércio de metais entre Sintashta e o BMAC conectou pela primeira vez a região das estepes às antigas civilizações urbanas do Oriente Próximo: os impérios e as cidades-estados do Irã e da Mesopotâmia forneceram um mercado quase sem fundo para metais. Essas rotas comerciais mais tarde se tornaram o veículo através do qual cavalos, carros e, finalmente, pessoas de língua indo-iraniana entraram no Oriente Próximo a partir da estepe.